# Estación de Los Valles
Los Valles (en valenciano y según Adif Les Valls) es una estación ferroviaria situada en el municipio español de Sagunto, junto a la intersección del Camino Viejo de Almenara y la carretera CV-320. Da servicio a las localidades de Benifairó de los Valles y Faura, pese a encontrarse a más de tres kilómetros de los núcleos urbanos correspondientes. Forma parte de la línea C-6 de Cercanías Valencia (operada por Renfe).

## Situación ferroviaria
La estación se encuentra en el punto kilométrico 34,8 de la línea férrea de ancho ibérico que une Valencia con San Vicente de Calders a 7,97 metros de altitud.

## Historia
La estación fue inaugurada el 25 de agosto de 1862 con la apertura del tramo Sagunto-Nules de la línea que pretendía unir Valencia con Tarragona. Las obras corrieron a cargo de la Sociedad de los Ferrocarriles de Almansa a Valencia y Tarragona o AVT que previamente y bajo otros nombres había logrado unir Valencia con Almansa. En 1889, la muerte de José Campo Pérez, principal impulsor de la compañía, abocó a la misma a una fusión con Norte.
Tras el paréntesis que supuso la Guerra Civil, en abril de 1939 las tropas franquistas constituyeron allí un campo de concentración para prisioneros republicanos, concretamente situado en los almacenes de la estación.
En 1941, tras la nacionalización del ferrocarril en España, la estación pasó a ser gestionada por la recién creada RENFE. Desde el 31 de diciembre de 2004 Renfe Operadora explota la línea, mientras que Adif es la titular de las instalaciones ferroviarias.
En marzo de 2023 se anunció una extensión del carril bici hasta la estación y plazas de aparcamiento para mejorar la conectividad.

## Servicios ferroviarios

### Cercanías
Los trenes de cercanías de la línea C-6 realizan parada en la estación.
| procedencia/destino | < estación | Línea | estación > | destino/procedencia   |
| ------------------- | ---------- | ----- | ---------- | --------------------- |
| Valencia-Norte      | Sagunto    |       | Almenara   | Castellón de la Plana |